# Останній берег
«Останній берег»  (англ. The Farthest Shore) — третя книга з циклу Земномор’я класика жанру фентезі Урсули Ле Гуїн. Вперше опублікований в 1972 році. В 1973 році була нагороджена «Національною книжковою премією дитячих книг».
У 2005 році тернопільське видавництво "Навчальна книга — Богдан" видало роман українською в м'якій обкладинці. А в 2006 році в рамках проекту «Бібліотека світової літератури для дітей у 100 томах "Світовид"» видало в твердій вкупі із ще трьома романами серії .

## Сюжет
Гед відомий усюди під прізвиськом Яструб уже не юнак, він змужнів, здійснив чимало подвигів, прославився повелителем драконів, постарів і став архімагом Обителі Мудреців на острові Роук. Саме тут свого часу він навчався і пізнавав секрети магії. Тепер же він передає свою мудрість молодим магам.
На острів прибуває молодий юнак - Арен, син володаря Енладу та Ґирлищ. Він приносить звістку, що на островах Земномор'я почала зникати магія. Люди стають байдужими до всього і навіть найпростіші заклинання у них не виходять. Яструб береться з'ясувати, що ж саме коїться і вирушає на південь в місця, де все почалося.
Вони відправляються в місто Ґорт і виявляють, що люди справді ведуть себе дивно та вороже. Архімаг з Ареном потрапляють в пастку, юнака схоплюють і він потрапляє на работоргівецьке судно. Магу доводиться визволяти його звідти. Відвідавши ще кілька місць, вони направились до острова Обеход, де Яструба ранять бойовим дротиком, без управління мага, човен відносить далеко від островів у море, де їх знаходять діти Відкритого моря - плем'я, що живе на величезних плотах і лише раз в рік сходять на берег. Але й до них добралося зло, яке панувало на островах. 
Ситуацію прояснює один з наймогутніших драконів Орм-Ембар, який звернувся до архімага з проханням про допомогу і повідав магу, що на заході з'явився ще один повелитель драконів, який руйнує їхній світ. Вони направляються на острів Селідор. Їхнім ворогом виявляється Коб-Павук — чаклун, який вміє викликати мертвих із потойбічного світу і якого в минулому архімаг провчив, коли побачив як Коб викликав задля забави душу наставника Геба. Коб після своєї смерті зумів відкрити отвір у світ живих і таким чином зумів впливати на світ живих. Архімагу з Юнаком доводиться відправитися в потойбіччя і закрити отвір. При цьому Яструб втрачає свою магічну силу і стає звичайною людиною. Дракон Калесин допомагає їм добратися додому. Колишній архімаг відходить від справ і збирається доживати віку на рідному острові Ґонт. Арен же після подвигу стає королем Земномор'я.